# Ilse Kollwitz
Ilse Kollwitz, geb. Weisser (* 19. Oktober 1909 in Rostock; † 20. Oktober 1981 in Rostock) war Kommunalpolitikerin in Mecklenburg und von 1947 bis 1952 Abgeordnete im Landtag Mecklenburg.
Ilse Kollwitz war Tochter eines Druckereiarbeiters und SPD-Mitgliedes. Sie lernte nach dem Besuch einer Höheren Töchterschule in Rostock den Beruf einer Drogistin und arbeitete bis 1944 in diesem Beruf. Nach 1945 engagierte sie sich in Rostock im Frauenausschuss und 1947 im Landesfrauenausschuss.
Nach dem Besuch der SED-Landesparteischule 1950 arbeitete sie als Landrätin im Kreis Rügen und leitete von 1952 bis 1953 den Landkreis. Ab 1953 übte sie verschiedene Abteilungsleiterinnen-Posten im Rat des Bezirkes Rostock aus. Von 1962 bis 1970 leitete sie den Bezirksausschuss der Volkssolidarität in Rostock. Ilse Kollwitz gehörte 1947 zu den Gründerinnen des Demokratischen Frauenbundes Deutschlands (DFD).

## Quelle
- Nachlass Ilse Kollwitz Landesarchiv Greifswald, V/6/4

| Personendaten    | Personendaten                                                          |
| ---------------- | ---------------------------------------------------------------------- |
| NAME             | Kollwitz, Ilse                                                         |
| KURZBESCHREIBUNG | deutsche Kommunalpolitikerin (SED), Abgeordnete im Landtag Mecklenburg |
| GEBURTSDATUM     | 19. Oktober 1909                                                       |
| GEBURTSORT       | Rostock                                                                |
| STERBEDATUM      | 20. Oktober 1981                                                       |
| STERBEORT        | Rostock                                                                |